# Oklahomas flagga
Oklahomas flagga antogs 1925, men ändrades något 1941. Flaggan föreställer en olivkvist och fredspipa korslagda på en stridssköld från indianstammen Osago, kantad av örnfjädrar. Även den blå bakgrundsfärgen har indianskt ursprung.